# Tsjaad op de Olympische Zomerspelen 1972
Tsjaad nam deel aan de Olympische Zomerspelen 1972 in München, West-Duitsland. Het was de derde deelname. Pas in 1984 zou Tsjaad opnieuw deelnemen.

## Deelnemers en resultaten per onderdeel

### Atletiek
Mannen 100m
- Salem Alah-Djaba
  - Eerste serie - 10,65
  - Tweede serie - 10,51 (→ ging niet verder)
- Gana Abba-Kimet
  - Eerste serie - 10,89 (→ ging niet verder)

Mannen 200m
- Salem Alah-Djaba
  - Eerste serie - Niet gefinisht (→ ging niet verder)

Mannen, hoogspringen
- Ahmed Senoussi
  - Kwalificatieronde - 2,00m (→ ging niet verder)

### Boksen
Lichtzwaargewicht
- Noureddine Aman Hassan
  - Laatste 16 - Verloor van Mate Pavlov uit Joegoslavië, RSC-2

Afghanistan · Albanië · Algerije · Amerikaanse Maagdeneilanden · Argentinië · Australië · Bahama's · Barbados · België · Bermuda · Birma · Bolivia · Bondsrepubliek Duitsland · Brazilië · Brits-Honduras · Bulgarije · Canada · Ceylon · Chili · Colombia · Congo-Brazzaville · Costa Rica · Cuba · Dahomey · Denemarken · Dominicaanse Republiek · Duitse Democratische Republiek · Ecuador · Egypte · El Salvador · Ethiopië · Fiji · Filipijnen · Finland · Frankrijk · Gabon · Ghana · Griekenland · Groot-Brittannië · Guatemala · Guyana · Haïti · Hongarije · Hongkong · Ierland · IJsland · India · Indonesië · Iran · Israël · Italië · Ivoorkust · Jamaica · Japan · Joegoslavië · Kameroen · Kenia · Khmerrepubliek · Koeweit · Lesotho · Libanon · Liberia · Liechtenstein · Luxemburg · Madagaskar · Malawi · Maleisië · Mali · Malta · Marokko · Mexico · Monaco · Mongolië · Nederland · Nederlandse Antillen · Nepal · Nicaragua · Nieuw-Zeeland · Niger · Nigeria · Noord-Korea · Noorwegen · Oeganda · Oostenrijk · Opper-Volta · Pakistan · Panama · Paraguay · Peru · Polen · Portugal · Puerto Rico · Roemenië · San Marino · Saoedi-Arabië · Senegal · Singapore · Soedan · Somalië · Sovjet-Unie · Spanje · Suriname · Swaziland · Syrië · Taiwan · Tanzania · Thailand · Togo · Trinidad en Tobago · Tsjaad · Tsjecho-Slowakije · Tunesië · Turkije · Uruguay · Venezuela · Verenigde Staten · Vietnam · Zambia · Zuid-Korea · Zweden · Zwitserland